# Сепаратизм в Таиланде
Сепаратизм в Таиланде — явление, вызванное стремлением выходцев из мусульманской среды, в основном с юга страны, к созданию независимого национального государства.
С 2004 года совершаются вылазки на юге страны, в частности в Сунгай-Колок. 25 октября 2004 года в провинции Наратхиват произошли столкновения местного населения с полицией.
В 2011 году совершено нападение на школу.
Численность сепаратистов оценивается в 3 тыс. чел. Число жертв — 570 (2004), а к 2009 году достигло 3900 человек.
По данным источников, сепаратисты считают своей сферой влияния провинции Паттани, Яла и Наратхиват, составлявших в определённый период истории султанат.